# محاصره هیئوچی
محاصره هیئوچی، محاصره هیئوچی‌یاما (به ژاپنی: 火打ち山)، قلعه هیئوچی‌یاما یکی از قلعه‌های متعلق به میناموتو نو یوشیناکا در ولایت اچیزن در ژاپن بود. در آوریل–مه ۱۱۸۳ این قلعه مورد حمله تایرا نو کوره‌موری قرار گرفت.
این قلعه بر روی صخره‌های سنگی ساخته شد و به خوبی از آن دفاع می‌شد؛ خاندان میناموتو حتی یک سد برای ایجاد یک خندق ساخته بوند. با این حال، یک خائن در قلعه، یک پیغام را توسط یک پیکان به دشمن منتقل کرد، این پیغام را به اردوگاه خاندان تایرا بردند و در این پیغام راهی که برای تخریب سد و تخلیه آب وجود داشت، نشان داده شده بود. قلعه به زودی توسط خاندان تایرا سقوط کرد، اما میناموتو نو یوشیناکا و بسیاری از نیروهایش جان سالم به در بردند و فرار کردند.